# Rudford
Rudford – wieś w Anglii, w hrabstwie Gloucestershire, w dystrykcie Forest of Dean. Leży 7 km na zachód od miasta Gloucester i 158 km na zachód od Londynu.